# Autorité générale syrienne du livre
 (décembre 2019).
L'autorité générale syrienne du livre est une institution gouvernementale syrienne qui relève directement du ministre de la culture et qui est chargée de publier des livres écrits et traduits dans les domaines de la connaissance et de la science, aussi de contribuer au développement du mouvement culturel et intellectuel en Syrie et d'enrichir les cercles culturels syriens avec les développements dans les cercles arabes et internationaux.

## Établissement et objectifs

### Fondation
En 2006 , la loi n° 8 a été promulguée par la présidence de la République arabe syrienne, portant création d'une autorité financière et administrative indépendante affiliée au ministre de la Culture sous le nom de l'Autorité syrienne du livre général et son administration est supervisée par un conseil spécial de l'autorité qui est doté d'une indépendance administrative par rapport au ministère.

### Buts
Le décret stipulait que les objectifs de la commission devaient être : 
1. La publication de livres traduits, écrits et étudiés dans divers domaines de la connaissance, de la culture et des sciences, le développement du mouvement intellectuel et culturel et les activités liées à la lecture et à la fabrication de livres en général.
2. Maintenir la communauté avec les mouvements et tendances intellectuels, culturels et littéraires locaux, arabes et internationaux, et développer des mentalités intellectuelles, nationales, nationales, humaines et rationnelles.
3. Encouragez le mouvement du livre à traduire, composer, imprimer, distribuer et mettre le meilleur de ce que les esprits humains, arabes et syriens ont produit à la portée des lecteurs.
4. Élever le niveau du lecteur et du livre en développant le mouvement de traduction, de paternité, d'impression et de distribution du livre pour garantir que les besoins divers des différents segments de citoyens et leurs divers intérêts sont satisfaits.
5. Travail sur le développement de la traduction, de la paternité et de l'investigation pour faire progresser le niveau de la langue arabe.

#### Mécanisme de réalisation des objectifs
La loi a prévu plusieurs articles pour atteindre les objectifs de l'autorité en matière de diffusion des connaissances, parmi lesquels: 
1. Des Plans et des projets à long terme pour traduire la plupart des ajouts importants à la pensée humaine ancienne et moderne de l'arabe et de le publier dans la publication corps.
2. Imprimer les traductions de livres et l'auteur et le Détective, la publication et la diffusion.
3. Des expositions et des séminaires spécialisés, et de participer à des activités, des séminaires, des expositions et locales, Arabes et internationales relatives à la culture en général et les livres en particulier.
4. La conclusion d'accords avec des organismes similaires dans d'organisations internationales et Arabes et internationales dans le cadre de l'échange d'informations et des articulations.
5. Les subventions sont discrétionnaire, des financiers, des créateurs, les penseurs et les écrivains et pour établir les concours littéraires et culturelles de la production intellectuelle, littéraire et culturelle et de l'excellence scientifique dans les domaines de la traduction, à la paternité et à la nature du livre[2].

## Plan d'affaires et ses mécanismes
Le travail de la Commission est un travail institutionnel en termes de sélection des cadres, d'organisation des plans et du mécanisme de publication, dans ses quatre sections: composition et traduction, publications pour enfants et patrimoine arabe. Il a un plan complet concernant la publication, décrivant sa vision en se concentrant sur la pensée moderniste, les tendances intellectuelles et critiques modernes, et une culture de résistance et en promouvant un sens de la citoyenneté et de la responsabilité. 

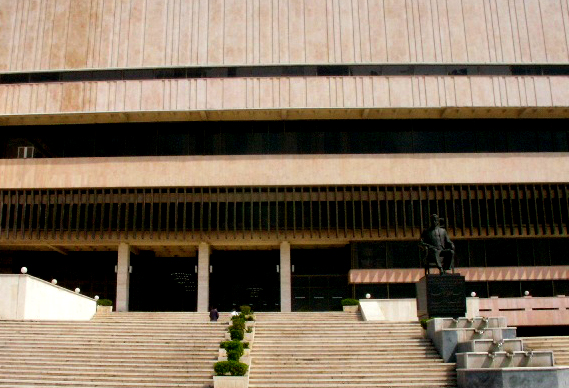
Bibliothèque nationale d'Al-Assad à Damas

Et il a développé un projet national complet de traduction qui accompagne les derniers courants littéraires, critiques et intellectuels du monde, en plus d'ouvrir de nouvelles portes pour la traduction de langues et de lettres qui n'ont pas reçu leur part d'intérêt (comme le chinois, l'indonésien, , etc.), et l'intérêt pour le magazine de science-fiction et la série de littérature scientifique qui est presque unique dans le monde arabe. La commission souhaite confirmer et réaliser l'interaction créative entre les écrivains syriens et arabes.

## Postes et activités
1. Août 2017 La Commission a participé à une participation distinguée à la Foire internationale du livre de Damas avec un projet appelé (Talking Book) destiné aux personnes ayant des besoins spéciaux [3] .
2. 1er - 2 octobre 2017 À l'occasion de la Journée internationale de la traduction, la Commission a organisé un colloque national intitulé (Traduction en Syrie). . Problèmes et solutions) sous le patronage de Monsieur le Ministre de la Culture.
3. 26 - 27 juin 2018 L'autorité a participé au festival de Damas, qui s'est tenu à Tishreen Park, sous le slogan (Le Levant dans notre communauté)  .
4. 31 juillet 2018 L'Assemblée générale a participé à la trentième session du salon du livre organisée par la Bibliothèque Al-Assad dans environ 1400 titres, dont des livres sur le cinéma et d'autres sur la guerre en Syrie, dont certains ont été traduits par des écrivains étrangers  .
5. Programme régional pour les enfants dans un groupe de livres: 
  1. Glace de tableau blanc.
  2. Zaghloul.
  3. Fille d'Apple.
  4. Roses et oiseaux.

En plus de lancer un site Web qui fournit des copies électroniques, pour permettre à tout navigateur du monde arabe en particulier et du monde en général de lire et de télécharger des livres gratuitement, et de les planifier en publiant deux nouveaux magazines, dont l'un est destiné aux enfants de 4 à 7 ans et l'autre dédié au folklore  . 

## Prix décernés
L'autorité a lancé ces concours pour stimuler la vie culturelle en Syrie, à condition que le vainqueur d'une année ne se présente pas au concours l'année suivante ,. 

### Prix 2017

#### Prix Hanna Minhpour leroman
1. Commandements de l'hôpital Majanan de Safwan Ibrahim en premier lieu.
2. Plante épineuse par Hassan Hamid, classé deuxième.
3. Black Rain de Salim Aboud, à la troisième place.

#### Prix Sami Al Droubi pour latraduction
1. Hors monde, traduction d'Ibrahim Istanbouli en premier lieu.
2. Trois minutes de méditation, traduction d'Alaa Abu Zarar, deuxième.
3. La mère et l'enfant vont bien, traduction de Shadi Hammoud à la troisième place.

#### Prix Omar Abu Risha enpoésie
1. Le lion vert s'est classé premier.
2. Ghazi Al-Khattab s'est classé deuxième.
3. Safar est arrivé troisième.

### Prix 2018
Ils ont été remportés par : 

#### Prix Hanna Minhpour le roman
1. Phenicle s'est classé premier pour Ahmed et Nous.
2. L'ombre brisée de Lame Yasmina par Ali Mahmoud, n ° 2.
3. Mirfa est une femme par Hossam El-Din Khaddour, troisième.

- Pour son bon niveau, le roman Planètes de Mohamed Al-Hafri a été cité par le jury.

#### Prix Sami Al Droubi pour la traduction
1. The Last Island de Vasily Petrovich Tishkov Uduevsky, traduction d'Ayad Eid en premier lieu.
2. Le tsunami politique de Sergey Korginian, traduction d'Adnan Ibrahim est classé deuxième.
3. Toute la lumière que nous ne pouvons pas voir, d'Anthony Dwyer, traduction de Zahra Hassan est la troisième.

#### Prix Omar Abu Risha enpoésie
1. Mansour Harb Huneidi est en première place.
2. Munir Khalaf est à la deuxième place.
3. Anas Bedawi est classée troisième.

#### Prix de la nouvelledestiné à l'enfant
1. Cartes de bonheur de Wegdan Abu Mahmoud en premier lieu.
2. Mon cœur est une pomme de Nadia Dawood à la deuxième place.
3. Rehana et les stars de  Abeer Al-Fatal à la troisième place.

## Périodiques les plus importants publiés par l'Autorité

### Magazines
1. Connaissances
2. Vie cinématographique
3. La vie musicale
4. Vie plastique
5. La vie théâtrale
6. La science-fiction
7. Ponts
8. Osama
9. Mole

#### Pour les enfants
1. Livre mensuel des jeunes femmes
2. Série de drapeaux
3. Livres pour enfants
4. Couleur et dessin[7]

## Initiatives importantes
Ma langue est ma culture

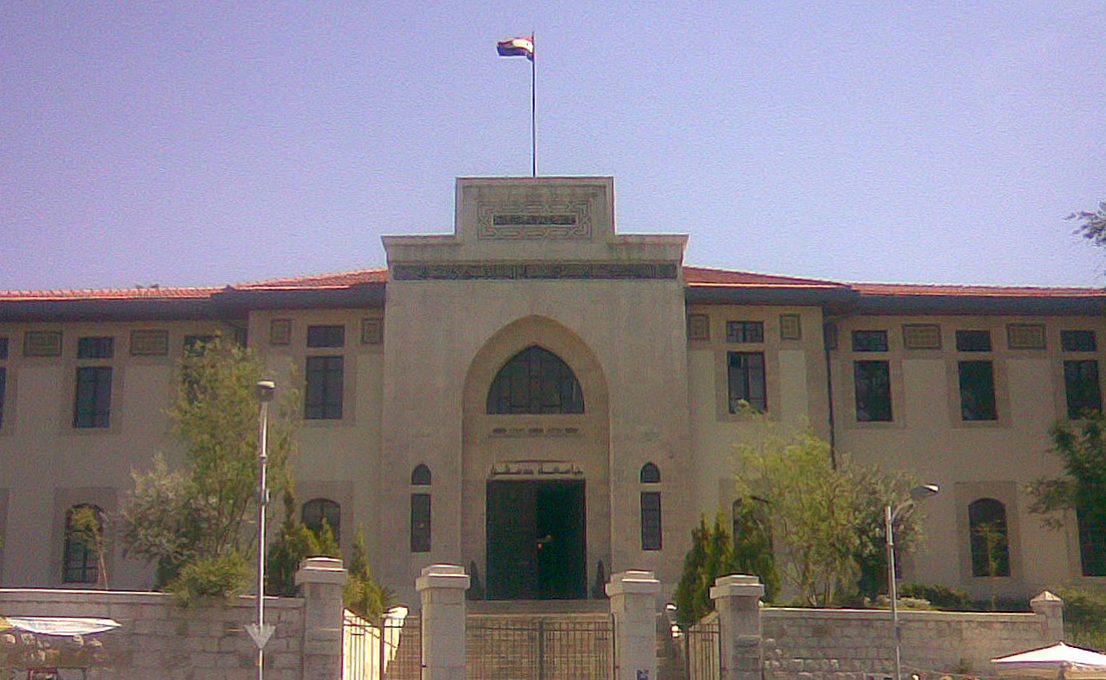
L'Université de Damas

Une initiative mise en place dans le but de renforcer les liens dans la bonne forme entre l' université, l'autorité et la société, qui est une exposition de livres qui se tient en permanence sur le campus de la Faculté des lettres et sciences humaines de l' Université de Damas . 